# 哲多町
哲多町（てったちょう）は、かつて岡山県の北西部（阿哲郡）にあった町である。現在は合併により新見市となり、町役場は新見市役所哲多支局となっている。

## 地理
吉備高原の北部に位置し、高原と山林で占められている。

## 沿革
- 1889年（明治22年）6月1日 町村制施行。蚊家村・田淵村・大野村が合併して哲多郡新砥村発足。矢戸村・荻尾村・老栄村が合併して哲多郡萬歳村発足。則安村・成松村・宮河内村・花木村が合併して哲多郡本郷村発足。
- 1900年（明治33年）4月1日 哲多郡が阿賀郡と合併したことにより、 阿哲郡新砥村・萬歳村・本郷村となる。
- 1955年（昭和30年）4月1日 新砥村・萬歳村・本郷村の3村が合併し町制を施行、哲多町となる。
- 2005年（平成17年）3月31日 新見市、阿哲郡大佐町・神郷町・哲西町との対等合併により新・新見市となる。

## 行政
- 哲多町役場（現・新見市役所哲多支局）
  - 新砥支所（現・新見市役所新砥市民センター）
  - 萬歳支所（現・新見市役所萬歳市民センター）

## 教育
- 哲多町立本郷小学校
- 哲多町立萬歳小学校
- 哲多町立新砥小学校
- 哲多町立哲多中学校

現在は各校とも新見市立
- 哲多町立大田小学校（2001年3月31日に新砥小学校新設のため廃校）
- 哲多町立蚊家小学校（2001年3月31日に新砥小学校新設のため廃校）
- 哲多町立新砥中学校（2000年4月に哲多中学校新設のため廃校）
- 哲多町立哲南中学校（2000年4月に哲多中学校新設のため廃校）

- 岡山県健康の森学園支援学校
- 公設国際貢献大学校

## 交通
- 町内を走る鉄道、高速道路、一般国道はない。
- 町内を走る県道
  - 岡山県道33号新見川上線
  - 岡山県道50号北房井倉哲西線
  - 岡山県道157号哲多哲西線
  - 岡山県道409号大野部哲多線
  - 岡山県道441号下神代哲多線
  - 岡山県道475号本郷石蟹線

## 名所・旧跡・観光スポット・祭事・催事
- すずらんの園（おもつぼ湿原）